# Wielkopole (województwo wielkopolskie)
Wielkopole – wieś w Polsce położona w województwie wielkopolskim, w powiecie konińskim, w gminie Kleczew.
W latach 1975–1998 miejscowość należała administracyjnie do województwa konińskiego.
Urodził się tutaj Stanisław Marian Kamiński, polski aktor teatralny i filmowy.